# Andrew Lloyd
Andrew Lloyd (* 14. Februar 1959 in Colchester, Vereinigtes Königreich) ist ein ehemaliger australischer Langstreckenläufer.

## Leben
1979, 1980 und 1981 siegte Lloyd beim Melbourne-Marathon und 1980 beim Gold-Coast-Marathon. 1984 wurde er als Zweiter beim Australian Marathon nationaler Marathonmeister.
Bei den Crosslauf-Weltmeisterschaften 1985 in Lissabon kam er auf den 95. Platz. 1988 erreichte er bei den Olympischen Spielen in Seoul über 5000 m das Halbfinale und schied über 10.000 m im Vorlauf aus. 1989 belegte er bei den Crosslauf-WM in Stavanger Rang 57, wurde beim Crescent City Classic Zweiter und beim Leichtathletik-Weltcup 1989 Siebter über 5000 m.
Bei den Commonwealth Games 1990 in Auckland siegte er über 5000 m und schlug dabei Olympiasieger John Ngugi. 1991 siegte er beim Halbmarathonbewerb des Gold-Coast-Marathons und schied bei den Leichtathletik-Weltmeisterschaften in Tokio im Vorlauf aus. 1994 wurde er Elfter beim Tokio-Halbmarathon.
Je dreimal wurde er Australischer Meister über 5000 m (1985, 1988, 1992) und 10.000 m (1985, 1987, 1989) und je einmal über 1500 m (1990), im Meilenlauf (1992), im 15-km-Straßenlauf (1986), im Marathon (1984) und im Crosslauf (1993).

## Bestzeiten
- 1500 m: 3:36,60 min, 16. Juli 1990, Barcelona
- 1 Meile: 3:56,52 min, 27. Mai 1990, London
- 3000 m: 7:45,94 min, 1. Dezember 1990, Canberra
- 5000 m: 13:24,63 min, 25. Februar 1992, Melbourne
- 10.000 m: 27:57,34 min, 12. Dezember 1987, Melbourne
- 10-km-Straßenlauf: 28:00 min, 15. April 1989, New Orleans
- 15-km-Straßenlauf: 44:26 min, 27. Juli 1986, Canberra
- Halbmarathon: 1:02:54 h, 23. Januar 1994, Tokio
- Marathon: 2:14:36 h, 10. Juni 1984, Sydney